# Insertion sort

Insertion Sort, ou ordenação por inserção, é um algoritmo de ordenação que, dado uma estrutura (array, lista) constrói uma matriz final com um elemento de cada vez, uma inserção por vez. Assim como algoritmos de ordenação quadrática, é bastante eficiente para problemas com pequenas entradas, sendo o mais eficiente entre os algoritmos desta ordem de classificação.
Podemos fazer uma comparação do Insertion Sort com o modo como algumas pessoas organizam um baralho num jogo de cartas. Imagine que você está jogando ás cartas. Você está com as cartas na mão e elas estão ordenadas. Você recebe uma nova carta e deve colocá-la na posição correta da sua mão de cartas, de forma a que as cartas obedeçam à ordenação.
A cada nova carta adicionada à sua mão de cartas, a nova carta pode ser menor que algumas das cartas que você já tem na mão ou maior, e assim, você começa a comparar a nova carta com todas as cartas na sua mão até encontrar sua posição correta. Você insere a nova carta na posição correta, e, novamente, a sua mão é composta de cartas totalmente ordenadas. Então, você recebe outra carta e repete o mesmo procedimento. Então outra carta, e outra, e assim em diante, até não receber mais cartas.
Esta é a ideia por trás da ordenação por inserção. Percorra as posições do array, começando com o índice 1 (um). Cada nova posição é como a nova carta que você recebeu, e você precisa inseri-la no lugar correto no subarray ordenado à esquerda daquela posição.

## Características
Apesar de ser menos eficiente do que algoritmos como Merge Sort e Quick Sort (de ordem O(nlog(n))), o Insertion Sort possui algumas características consideráveis:
- É de simples implementação, leitura e manutenção;
- In-place: Apenas requer uma quantidade constante de O(1) espaço de memória adicional;
- Estável: Não muda a ordem relativa de elementos com valores iguais;
- Útil para pequenas entradas;
- Muitas trocas, e menos comparações;
- Melhor caso: O(n), quando a matriz está ordenado;
- Médio caso: O(n²/4), quando a matriz tem valores aleatórios sem ordem de classificação (crescente ou decrescente);
- Pior caso: O(n²), quando a matriz está em ordem inversa, daquela que deseja ordenar.

## Análise com outros algoritmos de ordenação por comparação e troca
Em termos de comparação com outros algoritmos de ordenação, o Insert sort e o Bubble sort atingem O(n) em seus melhores casos, diferente do Selection sort que é O(n²) em todos os seus casos (melhor, médio e pior caso).
| Algoritmo      | Complexidade | Complexidade | Complexidade |
| -------------- | ------------ | ------------ | ------------ |
|                | Melhor       | Médio        | Pior         |
| Insertion sort | O(n)         | O(n2)        | O(n2)        |
| Bubble sort    | O(n)         | O(n2)        | O(n2)        |
| Selection sort | O(n2)        | O(n2)        | O(n2)        |

Obs.: O BubbleSort atinge O(n) em seu melhor caso, quando o vetor já está inteiramente ordenado! Então é necessário apenas uma verificação básica sobre todo o vetor, o que representa um custo de O(n).

## Análise  Matemática
Para a ordenação de uma matriz ordenada de forma aleatória, com diferentes chaves, o algoritmo - Insertion Sort-, se utiliza de ¼ N² comparações e ½ N² trocas.
{\displaystyle \sum _{k=1}^{i}k={\frac {(1)}{i}}{\frac {i(i+1)}{2}}={\frac {(i+1)}{2}}}
Para o caso médio, assume que todas as permutações de entrada são igualmente prováveis. Com a auxílio de funções geradoras, o caso médio do Insertion sort é equivalente a:
{\displaystyle B(z)=zB(z)+{\frac {z}{2}}\sum _{n=>0}kz^{k}=zB(z)+{\frac {1}{2}}{\frac {z^{2}}{(1-z)^{2}}}}, onde {\displaystyle B(z)} é a função geradora correspondente ao número total de inversões.
Para o melhor caso (itens já ordenados) temos;
{\displaystyle \sum _{i=1}^{n-1}1=n-1=O(n)}
Pior caso (itens em ordem reversa) temos:
{\displaystyle \sum _{i=1}^{n-1}i={\frac {(n-1)(n)}{2}}={\frac {n^{2}}{2}}-{\frac {n}{2}}=O(n^{2})}

## Matrizes Parcialmente Ordenadas
Realiza inversões de  pares de chaves - keys - que estão fora de ordem, exemplo:
```
A E E L M O T R X P S
```

Uma matriz é parcialmente ordenado se o número de inversões é <=CN.
Onde,  c é o número de componentes desta matriz.
Exemplo:
```
     · Um subarray de tamanho 10 é adicionado a um array ordenado de tamanho N.
     · Um array de tamanho N, com apenas 10 entradas desordenadas.
```

Para um array ou matriz parcialmente ordenado, o Insertion Sort ocorre em um tempo linear.
Prova:
```
    O Número de trocas é igual ao seu número de inversões.
    O Número de comparações = trocas + (N - 1);
    Logo, o seu número de comparações e trocas são lineares.
```

## Vantagens e Desvantagens

### Vantagens
- É o método a ser utilizado quando o arquivo está "quase" ordenado
- É um bom método quando se desejar adicionar poucos elementos em um arquivo já ordenado, pois seu custo é linear.
- O algoritmo de ordenação por inserção é estável.

### Desvantagens
- Alto custo de movimentação de elementos no vetor.

## Implementações

### Pseudocódigo
Segue uma versão simples do pseudocódigo do algoritmo, com vetores começando em zero:
```
FUNÇÃO INSERTION_SORT (A[], tamanho)
        VARIÁVEIS
                i, j, eleito
        PARA i <- 1 ATÉ (tamanho-1) FAÇA
                eleito <- A[i];
                j <- i-1;
                ENQUANTO ((j>=0) E (eleito < A[j])) FAÇA
                          A[j+1]:= A[j];
# Elemento de lista numerada
                          j:=j-1;
                FIM_ENQUANTO
                A[j+1] <- eleito;
        FIM_PARA
FIM

```

Nessa versão é acrescentada uma verificação para saber se precisa "inserir" o "eleito" na sua nova posição, ou seja, se não houve trocas, não precisa reescrever o valor, já que ele já estará no lugar certo.
```
FUNÇÃO INSERTION_SORT (A[], tamanho)
        VARIÁVEIS
                i, ,j
                eleito
        PARA i <- 1 ATÉ tamanho-1 FAÇA
                eleito <- A[i];
                j <- i-1;
                ENQUANTO ((j>=0) E (eleito < A[j])) FAÇA
                          A[j+1]:=v[j];
                          j:=j-1;
                FIM_ENQUANTO
                SE ((j) <> (i-1) ENTÃO  //se for diferente teve troca de posições anteriormente
                         A[j+1] <- eleito; //escreve na nova posição
        FIM_PARA
FIM

```

### C
```
#include
 
<math.h>

#include
 
<stdio.h>

void
 
insertionSort
(
int
 
arr
[],
 
int
 
size
){

    
int
 
i
,
 
j
,
 
key
;

    
for
 
(
i
 
=
 
1
;
 
i
 
<
 
size
;
 
i
++
)
 
{

        
key
 
=
 
arr
[
i
];

        
j
 
=
 
i
 
-
 
1
;

        
while
 
(
j
 
>=
 
0
 
&&
 
arr
[
j
]
 
>
 
key
)
 
{

            
arr
[
j
 
+
 
1
]
 
=
 
arr
[
j
];

            
j
 
=
 
j
 
-
 
1
;

        
}

        
arr
[
j
 
+
 
1
]
 
=
 
key
;

    
}

}

void
 
printArray
(
int
 
arr
[],
 
int
 
size
){

    
int
 
i
;

    
for
 
(
i
 
=
 
0
;
 
i
 
<
 
size
;
 
i
++
)

        
printf
(
"%d "
,
 
arr
[
i
]);

    
printf
(
"
\n
"
);

}

void
 
main
(){

    
int
 
arr
[]
 
=
 
{
 
12
,
 
11
,
 
13
,
 
5
,
 
6
 
};

    
int
 
size
 
=
 
sizeof
(
arr
)
 
/
 
sizeof
(
arr
[
0
]);

    
insertionSort
(
arr
,
 
size
);

    
printArray
(
arr
,
 
size
);

}

```

### C++
Utilizando os recursos mais recentes da linguagem é possível implementar da seguinte maneira:
```
void
 
insertion_sort
(
std
::
vector
<
int
>
 
&
vetor
)
 
{

    
for
 
(
int
 
i
 
=
 
1
;
 
i
 
<
 
vetor
.
size
();
 
i
++
)
 
{

		
int
 
escolhido
 
=
 
vetor
[
i
];

		
int
 
j
 
=
 
i
 
-
 
1
;

		

		
while
 
((
j
 
>=
 
0
)
 
&&
 
(
vetor
[
j
]
 
>
 
escolhido
))
 
{

			
vetor
[
j
 
+
 
1
]
 
=
 
vetor
[
j
];

			
j
--
;

		
}

		

		
vetor
[
j
 
+
 
1
]
 
=
 
escolhido
;

	
}

}

```

Como o algoritmo toma o parâmetro vetor como referência não há sentido em retorná-lo já que ele ordena o vetor passado.

### Java
Nessa versão em Java, apresentamos o Insertion sort "in place", ou seja, a ordenação ocorre no próprio vetor.
```
public
 
void
 
insertionSort
(
int
[]
 
vetor
){

		

		
for
 
(
int
 
i
 
=
 
1
;
 
i
 
<
 
vetor
.
length
;
 
i
++
){

			

			
int
 
aux
 
=
 
vetor
[
i
]
;

			
int
 
j
 
=
 
i
;

			

			
while
 
((
j
 
>
 
0
)
 
&&
 
(
vetor
[
j
-
1
]
 
>
 
aux
)){

				
vetor
[
j
]
 
=
 
vetor
[
j
-
1
]
;

				
j
 
-=
 
1
;

			
}

			
vetor
[
j
]
 
=
 
aux
;

		
}

	

	
}

```

### Python
```
def
 
insertion_sort
(
 
lista
 
):

  
for
 
i
 
in
 
range
(
 
1
,
 
len
(
 
lista
 
)
 
):

    
chave
 
=
 
lista
[
i
]

    
k
 
=
 
i

    
while
 
k
 
>
 
0
 
and
 
chave
 
<
 
lista
[
k
 
-
 
1
]:

        
lista
[
k
]
 
=
 
lista
[
k
 
-
 
1
]

        
k
 
-=
 
1

    
lista
[
k
]
 
=
 
chave

```

### C#
```
public
 
void
 
InsertionSort
(
int
[]
 
vetor
)

{

    
for
 
(
var
 
i
 
=
 
1
;
 
i
 
<
 
vetor
.
Length
;
 
i
++
)

    
{

        
var
 
aux
 
=
 
vetor
[
i
];

        
var
 
j
 
=
 
i
-
1
;

        
while
 
(
j
 
>=
 
0
 
&&
 
vetor
[
j
]
 
>
 
aux
)

        
{

            
vetor
[
j
+
1
]
 
=
 
vetor
[
j
];

            
j
 
-=
 
1
;

        
}

        
vetor
[
j
+
 
1
]
 
=
 
aux
;

    
}

}

```

### Swift
```
func
 
insert
(
_
 
array
:
 
inout
 
[
Int
],
 
rightIndex
:
 
Int
,
 
value
:
 
Int
)
 
{

	
var
 
leftIndex
 
=
 
rightIndex

	
while
 
leftIndex
 
>=
 
0
 
&&
 
value
 
<
 
array
[
leftIndex
]
 
{

		
array
[
leftIndex
 
+
 
1
]
 
=
 
array
[
leftIndex
]

		
leftIndex
 
-=
 
1

	
}

	
array
[
leftIndex
 
+
 
1
]
 
=
 
value

}

func
 
insertionSort
(
_
 
array
:
 
inout
 
[
Int
])
 
{

	
if
 
array
.
count
 
<
 
1
 
{

		
return

	
}

	
for
 
rightIndex
 
in
 
1.
.<
array
.
count
 
{

		
let
 
value
 
=
 
array
[
rightIndex
]

		
insert
(&
array
,
 
rightIndex
:
 
rightIndex
 
-
 
1
,
 
value
:
 
value
)

	
}

}

```

### TypeScript
```
function
 
insertionSort
(
list
:
 
number
[])
:
 
number
[]
 
{

  
const
 
clonedList
 
=
 
[...
list
]

  
for
 
(
let
 
increment
 
=
 
1
;
 
increment
 
<
 
clonedList
.
length
;
 
increment
++
)
 
{

    
const
 
currentValue
 
=
 
clonedList
[
increment
]

    
let
 
j
 
=
 
increment
 
-
 
1

    
while
 
(
j
 
>=
 
0
 
&&
 
clonedList
[
j
]
 
>
 
currentValue
)
 
{

      
clonedList
[
j
 
+
 
1
]
 
=
 
clonedList
[
j
]

      
j
 
-=
 
1

    
}

    
clonedList
[
j
 
+
 
1
]
 
=
 
currentValue

  
}

  
return
 
clonedList

}

```

### Rust
```
pub
 
fn
 
insertion_sort
<
T
: 
Ord
>
(
array
: 
&
mut
 
[
T
])
 
{

    
for
 
i
 
in
 
1
..
array
.
len
()
 
{

        
let
 
mut
 
j
 
=
 
i
;

        
while
 
j
 
>
 
0
 
&&
 
array
[
j
]
 
<
 
array
[
j
 
-
 
1
]
 
{

            
array
.
swap
(
j
,
 
j
 
-
 
1
);

            
j
 
=
 
j
 
-
 
1
;

        
}

    
}

}

```